# Оптична нейронна мережа
Оптична нейронна мережа (ОНМ, англ. optical neural network, ONN) — фізична реалізація штучної нейронної мережі з використанням оптичних компонентів.

## Типи

### Об'ємна голограма
Ранні ОНМ використовували для з'єднання масивів вхідних нейронів із масивами вихідних даних із синаптичними вагами пропорційно потужності мультиплексованої голограми фоторефрактивну об'ємну голограму. Об'ємні голограми були додатково мультиплексовані за допомогою випалювання спектральних дірок, щоб додати вимір довжини хвилі до простору для досягнення чотиривимірних взаємозв'язків двовимірних масивів нейронних входів і виходів. Це спонукало до дослідження альтернативних методів використання сили оптичного з'єднання для реалізації нейронних комунікацій.

### Кремнієва фотоніка
Кремнієва фотоніка пропонує високу швидкість, але їй бракує масивного паралелізму, який може забезпечити оптика вільного простору.

### Оптика вільного простору
Оптика вільного простору пропонує істотний паралелізм. В одній із реалізацій класифікатора рукописних цифр використано фазові маски. Світло, що проходить крізь стос 3D-друкованих фазових масок, можна зчитати фотодетекторною матрицею із десяти детекторів, кожен з яких представляє клас цифр (від 0 до 9). Хоча ця мережа може досягати терагерцових швидкостей, їй бракує гнучкості, оскільки фазові маски виготовляються для конкретного завдання і не піддаються навчанню.
В альтернативному методі використовують згортку 4F. Ця система використовує дві лінзи для виконання згорткових перетворень Фур'є, уможливлюючи пасивне перетворення в область Фур'є без енергоспоживання чи затримки. Ядра згортки є фіксованими фазовими масками для конкретного завдання.
В іншому методі для доступу до паралельності системи 4F використано мозаїку ядра на основі цифрового мікродзеркального пристрою замість фазової маски. Ядра можна вводити в систему 4F і проводити висновування.
Типові нейронні мережі не розроблені для систем 4F, у їхніх картах функцій використовують нижчу роздільну здатність і більше каналів.

### Програмований оптичний масив/аналоговий комп'ютер
Програмований оптичний масив/аналоговий комп'ютер (POAC) реалізовано в 2000 році на основі модифікованого спільного корелятора перетворення Фур'є (JTC) і голографічної оптичної пам'яті на основі бактеріородопсину (BR). Система забезпечувала повний паралелізм та великий розмір масиву в оптичній згортковій нейронній мережі. POAC — це комп'ютер із програмованим масивом загального призначення, який має широкий спектр застосувань, зокрема: обробка зображень, розпізнавання образів, відстеження цілей, обробка відео в реальному часі, захист документів і оптична комутація.

### Гібридні технології
Taichi — це гібридна ОНМ, яка поєднує в собі енергоефективність і паралелізм оптичної дифракції та конфігурованість оптичної інтерференції. Taichi пропонує 13,96 млн параметрів. Taichi уникає високої частоти помилок, які впливають на глибокі (багатошарові) мережі, поєднуючи кластери з меншої кількості шарів дифракційних блоків з масивами інтерферометрів для реконфігурації обчислень. Її протокол кодування розділяє великі мережеві моделі на підмоделі, які можна розподіляти паралельно між кількома чиплетами.
Taichi досяг 91,89 % точності в тестах з базою даних Omniglot. Її також використовували для створення музики в стилі Баха та зображень у стилі ван Гога та Мунка.
Розробники заявили про енергоефективність до 160 трлн операцій на секунду на Вт і площеву ефективність 880 трлн операцій множення-накопичення на мм2, що в 103 разів енергоефективніше, ніж NVIDIA H100, і в 102 разів енергоефективніше та в 10 разів ефективніше за площею, ніж у попередніх ОНМ.

### Інші
До ОНМ належать нейронна мережа Гопфілда та самоорганізаційна карта Кохонена з рідкокристалічними просторовими модуляторами світла. На основі нейроморфної інженерії можна створювати нейроморфні фотонні системи. Як правило, ці системи кодують інформацію в мережах за допомогою спайків, імітуючи на оптичному та фотонному обладнанні функціональні можливості нейронних мереж зі спайками.
Інші фотонні пристрої продемонстрували нейроморфні функції, включаючи поверхнево-випромінювальні лазери з вертикальним резонатором, інтегровані фотонні модулятори, оптоелектронні системи на основі надпровідних джозефсонівських переходів або системи на основі резонансних тунельних діодів.

## Порівняння з біологією
Біологічні нейронні мережі є електрохімічними, тоді як оптичні нейронні мережі використовують електромагнітні хвилі. Оптичні інтерфейси до біологічних нейронних мереж можна створити за допомогою оптогенетики. Біологічні нейронні мережі використовують кілька механізмів для зміни стану нейронів, серед них короткочасна і довгострокова синаптична пластичність. Синаптична пластичність належить до електрофізіологічних явищ, які використовуються для керування ефективністю синаптичної передачі, довгострокової для навчання та пам'яті та короткочасної для тимчасових змін ефективності синаптичної передачі. Ідеальна реалізація цього вимагає передових фотонних матеріалів.
Бажаною властивістю фотонних матеріалів для оптичних нейронних мереж є здатність змінювати ефективність пропускання світла залежно від інтенсивності вхідного світла.